# Alerta Nacional
Alerta Nacional foi um programa de televisão jornalístico brasileiro gerado e transmitido pela TV A Crítica e foi transmitido em rede nacional pela RedeTV!. Foi originado do Alerta Amazonas, programa policial comandado por Sikêra Júnior que atingiu a liderança isolada de audiência no estado do Amazonas em horário nobre.

## História
Devido ao grande sucesso do Alerta Amazonas, em 18 de dezembro de 2019, a RedeTV! anunciou uma parceria com a TV A Crítica para transmitir o programa no mesmo formato em rede nacional.

### Testes e desafio com odelay
Como o programa é ancorado da capital amazonense, em 22 de janeiro de 2020 foram realizados testes de comunicação entre Manaus e Osasco, sede da RedeTV! São Paulo. O delay era de quase oito segundos, pois são 2 680 km em linha reta entre as cidades. A equipe técnica trabalhou para reduzir esse tempo, evitando problemas de comunicação entre apresentador e repórteres.

### Estreia
O Alerta Nacional estreou em 28 de janeiro de 2020, às 18 horas (UTC-3), transmitido para todo o Brasil e nas plataformas digitais da RedeTV!.
No YouTube, 11 mil espectadores simultâneos chegaram a acompanhar a transmissão ao vivo, que encerrou com cerca de 130 mil visualizações. Já no Facebook, a transmissão ao vivo obteve 170 mil visualizações após o término do programa. No Twitter, chegou a liderar os Assuntos do Momento na lista do "Brasil" por mais de uma hora e ficou entre os cinco assuntos mais comentados na lista do "Mundo".

### Extinção
Entre os anos de 2021 e 2023, o programa começou a sofrer com a queda de audiência e de faturamento tanto em sua edição local, como na edição nacional, uma vez que já acumulava uma extensa lista de polêmicas vinda do apresentador titular. Na edição nacional, a atração começou a consolidar o famoso traço de audiência, oscilando entre 0,2 e 0,5 ponto, chegando a atingir à máxima de 1 ponto, diferente de 2020, quando já chegou ao pico máximo de 3,8 pontos. Além de São Paulo, o programa também começou a apresentar seus piores desempenhos em Brasília e Recife, no caso da primeira, onde já foi vice-líder em seus primeiros dias, o programa passou a se estagnar com 0,5 pontos. Pelo Painel Nacional Televisivo (PNT), que reúne as 15 principais praças do Kantar IBOPE Media, o programa acumulava uma média de 0,3 pontos nos primeiros dias de 2023. Alguns portais de notícias chegaram a anunciar que a RedeTV! estudava uma forma de rescindir o contrato com Sikêra Jr, que valeria até 2027, sem o pagamento da multa por recisão, avaliada em R$26 milhões, a maior da televisão brasileira, uma vez que a emissora estava insatisfeita com o baixo desempenho do programa. A RedeTV! recusou em dezembro de 2022 uma renovação de contrato proposta pela TV A Crítica e o apresentador, já que o mesmo teria chegado ao fim no dia 16 do mesmo mês. Pelo novo acordo, o contrato chegaria ao fim em dezembro de 2027 e a multa por recisão passa a ser de R$17 milhões. No entanto, na noite do dia 7 de abril de 2023 e confirmada no dia seguinte, o canal anunciou a demissão de Sikêra Jr e o fim do programa, com a última edição marcada para o dia 28 do mesmo mês, através de uma nota extrajudicial enviada pelo mesmo e para a TV A Crítica. Alguns sites de notícias indicavam que o apresentador não teria aceito a demissão, dando início a uma briga judicial contra a RedeTV!, o qual foi negado pelo próprio em uma entrevista, alegando que não foi demitido e que a decisão de rescindir o contrato saiu da emissora paulista por conta de uma crise no canal. O espaço do programa seria ocupado pelo Operação de Risco. Porém, com a antecipação do retorno de Sikêra ao comando das duas versões do Alerta, uma vez que estava afastado desde fevereiro para um tratamento de meningite, o programa teve seu final antecipado para o dia 17 de abril. O espaço da atração foi ocupado pelo programa de vídeos A Hora do Zap, sendo considerado um tapa buraco enquanto que uma nova atração era pensada para a faixa das 18h às 19h30. Em 4 de maio foi anunciado que o programa substituto se chamaria Hora de Ação, com estreia programada para o dia 15.

## Audiência
| Ano  | Valor do ponto                           | Estreia             | Média anual (em pontos) |
| 2020 | 74,9 mil domicílios ou 203,3 mil pessoas | 1.5 com pico de 1.7 | 1.6                     |
| 2021 | 76,5 mil domicílios ou 205,3 mil pessoas | 1.7 com pico de 2.3 | 1.2                     |
| 2022 | 74,6 mil domicílios ou 205,7 mil pessoas | 0.8 com pico de 1.2 | 0.7                     |
| 2023 | 76,9 mil domicílios ou 206,6 mil pessoas | 0.3 com pico de 0.5 | 0.3                     |
| ---- | ---------------------------------------- | ------------------- | ----------------------- |

Em comparação com o programa que ocupava o mesmo horário, Tricotando, o Alerta Nacional apresentou uma melhora de 200% na audiência. Com algumas semanas no ar, conseguiu tirar a emissora do traço (quando a audiência não atinge 1 ponto). Junto com o RedeTV! News, a média das 18 às 20:30 na Grande São Paulo passou de 0.4 para 1.2 ponto, com mais de 2 pontos de pico. Em 25 de fevereiro de 2020, marcou 1.7 ponto com pico de 2.7, um número baixo mas que a emissora não via no horário desde 2012.
Após um apagão técnico ocorrido na Rede Bandeirantes, o Alerta Nacional, no dia 26 de março de 2020, ficou na frente do Brasil Urgente pela primeira vez na Grande São Paulo. O programa registrou 3.0 pontos de média e 3,8 de pico. No dia seguinte, o apresentador se solidarizou com todos da Band e disse que seria injusto de sua parte comemorar o fato.

## Formato
O Alerta Nacional era gerado nos estúdios da TV A Crítica, em Manaus, sendo o primeiro programa jornalístico da história da televisão brasileira a ser gerado na região Norte. Possuia uma equipe de repórteres da RedeTV! mobilizada nas grandes cidades, levando notícias do cenário nacional com reportagens exclusivas e links ao vivo.
Seguindo o mesmo formato do programa de origem, o Alerta Nacional exibia uma série de matérias policiais, com a interação do apresentador e repórteres nos grandes centros urbanos do Brasil. Era exibido durante 90 minutos de segunda a sexta-feira às 18 horas (horário de Brasília).

## Apresentadores

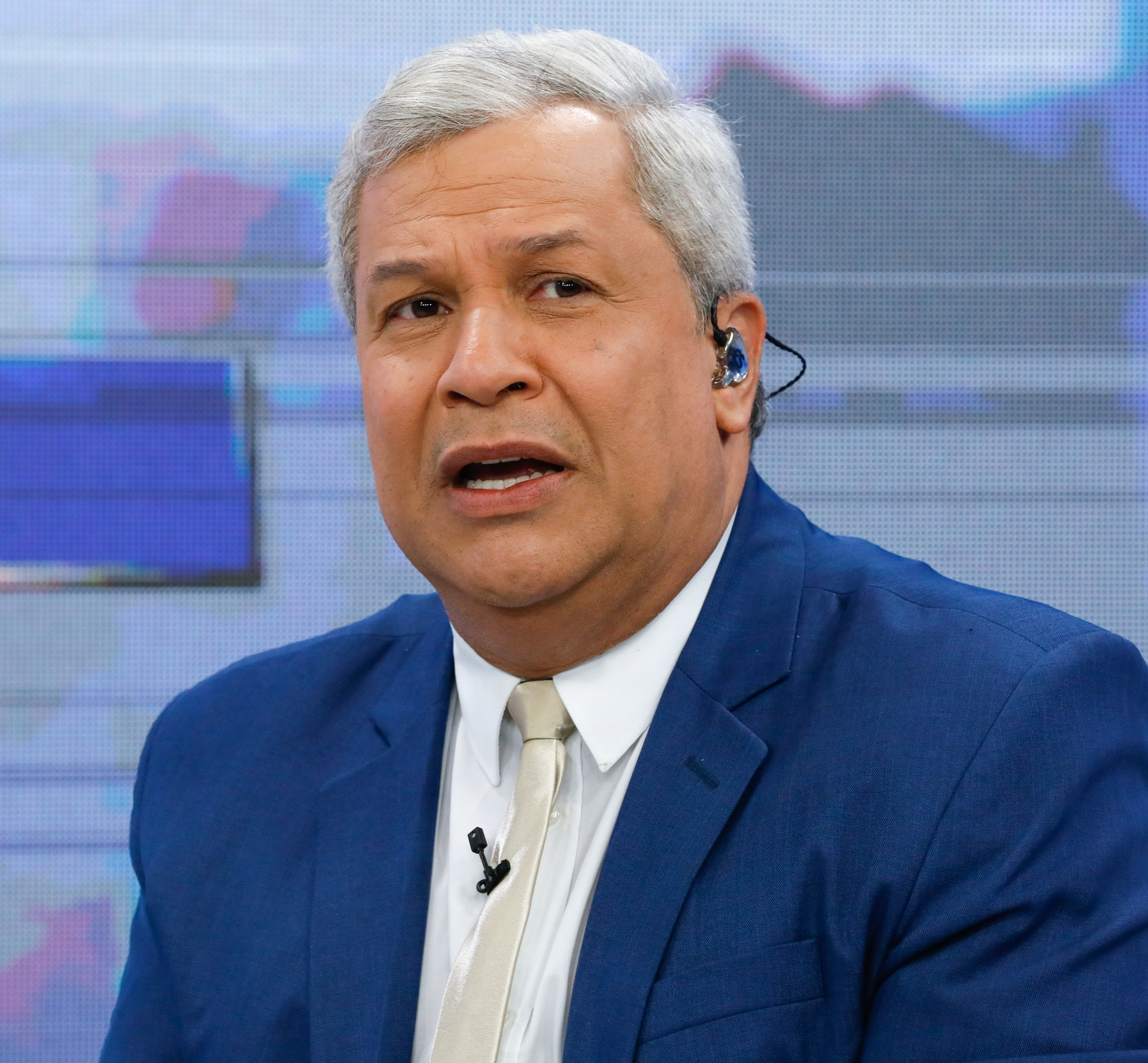
Sikêra Júnior apresenta o Alerta Nacional desde 2020.

### Títular
- Sikêra Júnior (2020-2023)

### Eventuais
- Mayara Rocha (2020-2022)[28]
- Luiz Rodrigues (2020-2023)
- Bruno Fonseca (2020)[29]

## Personagens

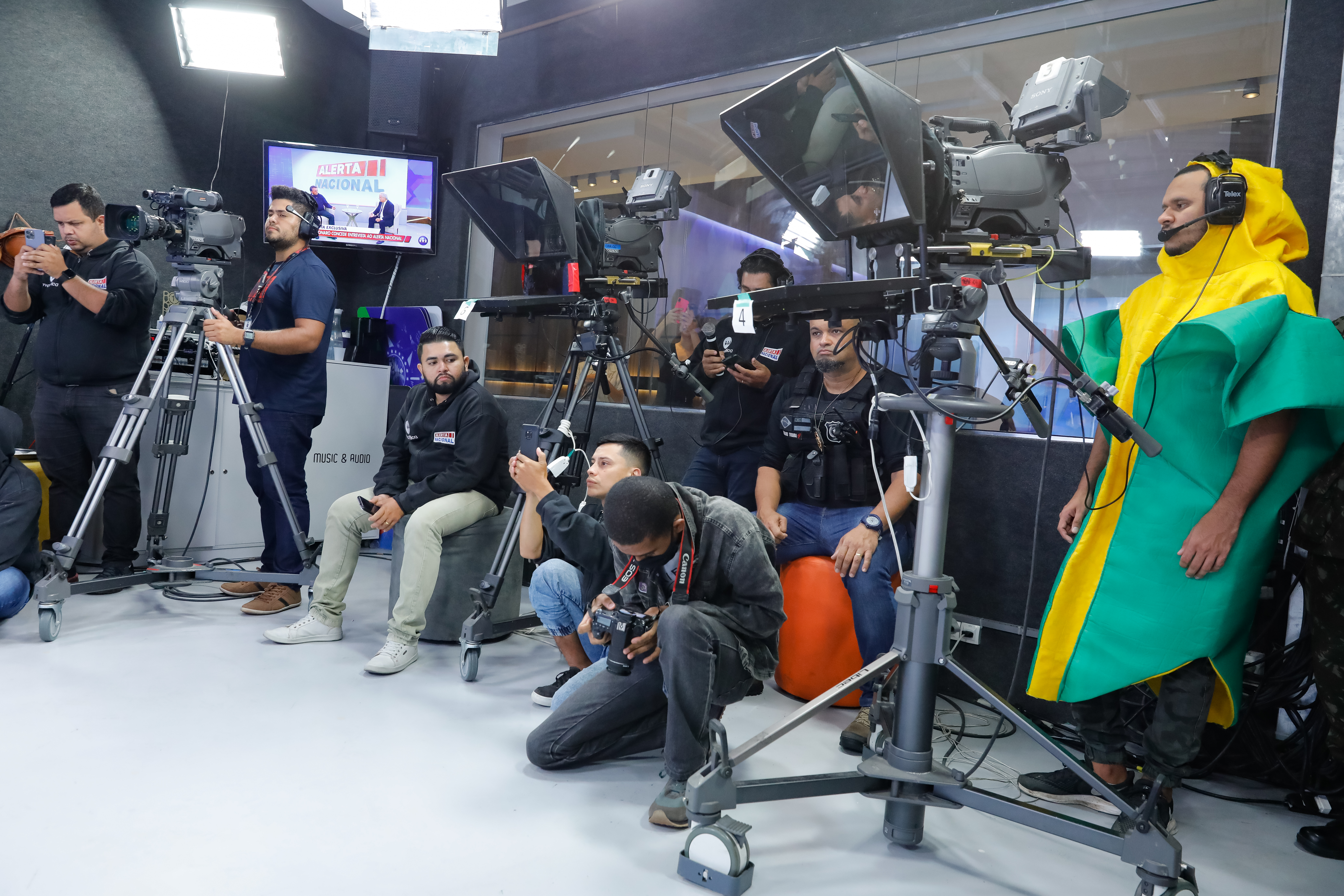
Elenco por trás das câmeras.

O elenco é formado pelos cinegrafistas e equipe de produção do programa.
- Tommy Gretchen (Israel Silva): é um dos cinegrafistas do programa que faz a paródia de Thammy Miranda.[30]
- Zé Ressaca (Júlio César): é um funcionário que carrega sempre um caneco de chope, as vezes participa dos desafios do Sikêra e possui jingle próprio.[30]

Além desses personagens, também participam do programa as sátiras de personalidades famosas como Delegado Tromba (Ninno de Paula), Jumento Órfão, Peroba, Vodu do Alerta e Coringa da Amazônia.

#### Antigos
- Samurai (Iago Oliveira) - Era uma paródia dos famosos guerreiros japoneses, onde sempre carregava uma espada, tinha um cabelo comprido e trajava roupas de estilo oriental, além de falar frases em japonês algumas vezes. Seu jingle era a música Samurai, de Michael Cretu.
- Toalha Podre (Enison Lima) - Era o famoso faz tudo do programa, já que sempre participava dos desafios do Sikera graças a um coro puxado pela produção. Possuía jingle próprio e carregava uma toalhinha. Na versão amazonense, carregava um cartaz com o slogan da TV A Crítica.
- Michelle Obama (Wallacy Bruno) - Era uma paródia da ex-primeira dama dos Estados Unidos, Michele Obama. Participava dos desafios do programa e possuía jingle próprio.
- Machadão Bezerra (Adriane Júnior):paródia da governadora do Rio Grande do Norte, Fátima Bezerra - um de seus bordões mais conhecidos é quando perguntada sobre o contraditório, Machadão responde: "É góópi", expressão utilizada por integrantes de partidos de esquerda e pela própria Fátima Bezerra para criticar o impeachment de Dilma Rousseff.

## Controvérsias

#### Apoio aoGoverno Jair Bolsonaroe desrespeito aos direitos humanos
O programa possui uma extensa lista de críticas por parte do público, principalmente por desrespeito aos direitos humanos, além de acusações de homofobia por parte do apresentador, chegando a ridicularizar homossexuais ao vivo, fato este herdado do próprio apresentador vindo de emissoras antecessoras. O ferrenho apoio ao Governo Jair Bolsonaro também trouxe uma séries de ataques aos setores de esquerda no próprio programa.

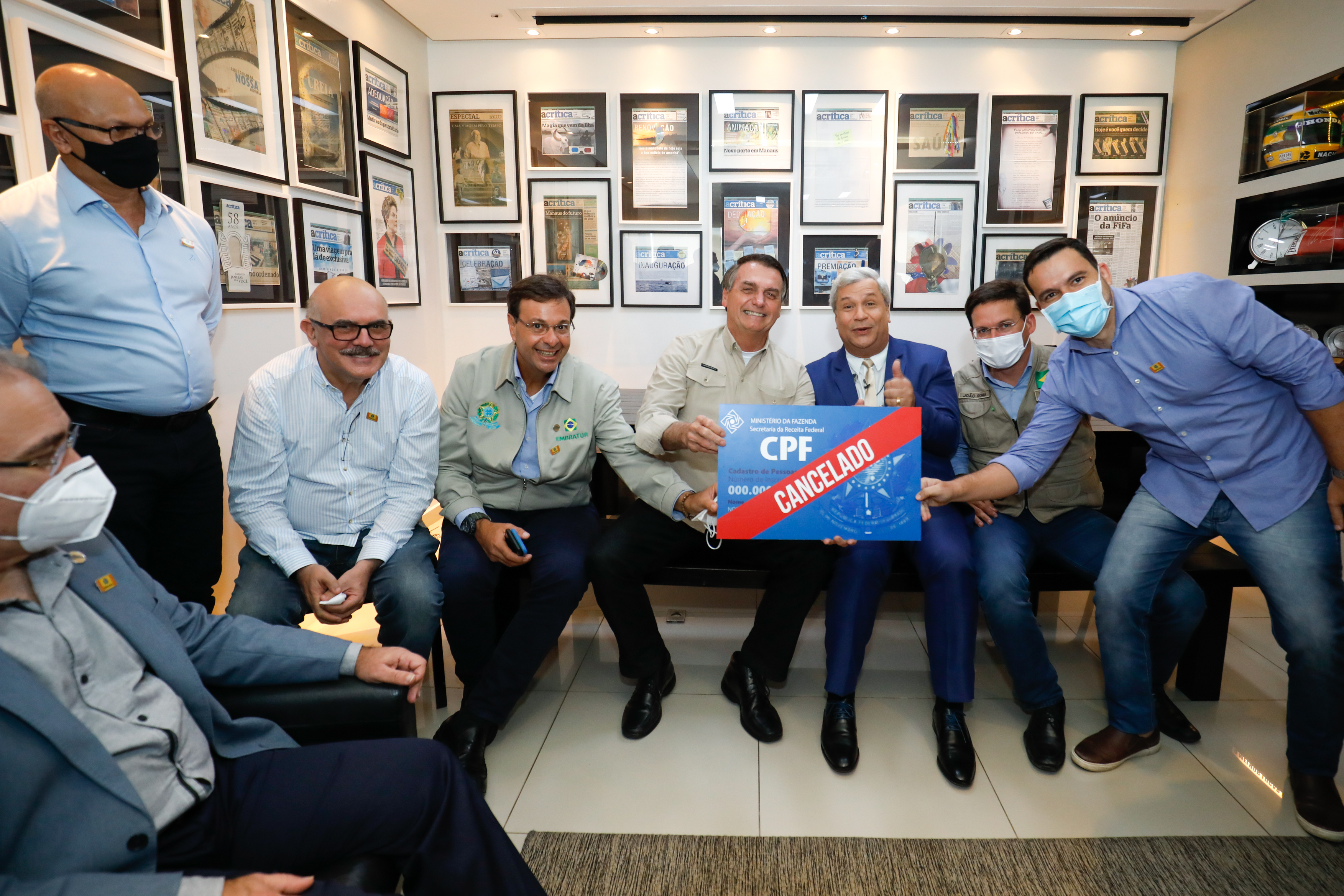
Sikêra Júnior e Jair Bolsonaro pousaram para uma foto exibindo uma placa de "CPF cancelado", expressão utilizada para se referir a mortos em confronto com policiais no Brasil.

Em 23 de abril de 2021, a RedeTV! e a TV A Crítica exibiram uma edição especial do programa com o presidente Jair Bolsonaro (à época sem partido), por volta das 21h30min do horário de Brasília (20h30min no horário de Manaus). Na entrevista, Bolsonaro proferiu ataques ao deputado federal e ex-presidente da Câmara, Rodrigo Maia (DEM-RJ) com relação a reforma tributária, além de atacar as medidas de restrição impostas por prefeitos e governadores durante o período crítico da Pandemia de COVID-19, com ameaças de colocar o exército e as forças amadas para as ruas em cumprimento do artigo 5 da Constituição Federal, que dá o direito de ir e vir. A exibição da entrevista deu a Rede TV! uma audiência de 1,2 pontos e picos de 1,8, elevando os índices da faixa noturna que costuma ficar no famoso traço de audiência (nome dado aos índices abaixo de 1 ponto). Logo após o especial, passou a circular uma foto do presidente junto com o apresentador e sua equipe carregando uma placa de "CPF Cancelado", que é uma expressão usada pelo programa para se referir aos mortos no confronto com policiais ou facções, além de outras imagens dos funcionários da TV A Crítica sem o uso de máscaras, assim como toda equipe do Alerta Amazonas e alguns ministros que participaram do encontro. Tal fato repercutiu negativamente nas redes sociais, ao coincidir com o exato momento que o Brasil ultrapassava os 400 mil óbitos pela COVID-19.
No dia 17 de junho, é revelado em um documento enviado a CPI da COVID-19 que o apresentador recebeu 120 mil reais em verbas públicas para participar de campanhas publicitárias para o governo. Na edição do dia 18, Sikera confessou que recebeu o valor, além de lançar indiretas a outros veículos como a Folha de S.Paulo e a TV Globo. Posteriormente, também revelou o salário que ganha na RedeTV, estimado em 500 mil reais.

#### Polêmica com Xuxa Meneghel
Em uma rede social, a ativista Luisa Mell compartilhou um vídeo onde Sikera fazia piada satirizando um fazendeiro estuprando uma égua. Ao ver o vídeo, Xuxa á época ainda apresentadora da RecordTV, reprovou as imagens e a ativista Luiza Mell respondeu em seguida detonando o programa.
No dia 24 de outubro de 2020, Sikera ao iniciar o programa, acusou Xuxa de pedofilia, enquanto ela divulgava o livro Maya: Bebê Arco-Íris como resposta ao seu comentário na postagem de Luiza. Em sua declaração, SIkera afirmou: 
Lamentavelmente, eu era muito fã. Eu era pequenininho, meu sonho era ir à plateia para ver a que se diz rainha. Hoje, não dá mais audiência, está sendo empurrada para todo horário. A que vai lançar agora um livro LGBT para criança, viu? Para criança! Um livro LGBT para criança! Cuidado com o teu filho! Cuidado com a tua filha! A mesma que fez um filme com uma criança. Sim! Ela nua com uma criança de 12 anos. Ex-rainha, eu quero dizer para você que pedofilia é crime e não prescreve não, tá?
Em outro momento também afirmou:
Você está usando desse nome que você criou para levar a criançada agora para a safadeza, para a putaria, para a suruba! Tua filha falando que ofereceu maconha para 'tu'. Isso é uma coisa que se diga, 'tu', uma formadora de opinião? E aí? Todo mundo preocupado com o rabo do cavalo, né? Apologia às drogas também é crime, ex-rainha
Após as acusações de Sikera, Xuxa lançou a campanha "Zoofilia não é piada" e recebeu o apoio de vários famosos, incluindo até mesmo de Ratinho, um dos apresentadores mais próximos de Sikera. Em resposta a campanha de Xuxa, Sikera lançou a campanha #PedofiliaNãoPrescreve desafiando a repercussão de Xuxa. Por conta dos ataques, a apresentadora abriu um processo contra Sikera. Alguns desses processos abertos pela apresentadora foram favoráveis ao jornalista pernambucano, fato comemorado ao vivo em uma das edições do Alerta Nacional.

#### LGBTfobia e perda de patrocínios
Em um depoimento na edição do dia 25 de junho de 2021, Sikera anunciou um lançamento de uma campanha de boicote contra o Burger King devido a um comercial envolvendo um casal gay e uma criança, além de fazer associações ao comunismo. Tal fala de Sikera levou a Aliança Nacional LGBTQI+ a abrir um pedido de ação judicial e de um pedido de prisão ao apresentador pelo crime de LGBTfobia através do Ministério Público Federal e do Ministério Público do Amazonas devido ao fato do apresentador se referir aos homossexuais como "raça desgraçada". Também houve pressões para que algumas marcas deixassem de anunciar no programa, sendo que algumas delas cancelaram os contratos de patrocínio, sendo elas a MRV, TIM, Hapvida, Ford, Novo Mundo, Sorridents, Blindex, Kicaldo e a Caixa. O Magazine Luiza, Nívea e a Seara, apesar de não anunciarem no programa, solicitaram ao YouTube o bloqueio de suas propagandas em qualquer vídeo do programa na plataforma. Com a perda dos patrocínios, o programa também teve seu tempo de intervalo reduzido de quatro minutos para apenas um minuto e trinta segundos, trazendo prejuízos comerciais tanto para a TV A Crítica como para a RedeTV!. Em nota, a RedeTV! afirma que reprova veementemente todos os tipos de preconceitos a raças, gêneros e tradição, mas não aplicou sanção ao apresentador.
Após a repercussão negativa da declaração do apresentador e muitos outros casos semelhantes, o programa foi perdendo cada vez mais público e patrocinadores, gerando um enorme prejuízo financeiro para a RedeTV!, que decidiu em dezembro de 2022 não renovar o contrato com Sikera Jr. e a TV A Crítica para continuar exibindo a atração, deixando a grade apenas em abril de 2023.